# Luke (Hadžići)
Pour les articles homonymes, voir Luke.
Luke (en cyrillique : Луке) est un village de Bosnie-Herzégovine. Il est situé dans la municipalité de Hadžići, dans le canton de Sarajevo et dans la fédération de Bosnie-et-Herzégovine. Selon les premiers résultats du recensement bosnien de 2013, il compte 542 habitants.

## Démographie

### Évolution historique de la population
| 1948 | 1953 | 1961 | 1971 | 1981 | 1991 | 2013 |
| ---- | ---- | ---- | ---- | ---- | ---- | ---- |
| -    | -    | 504  | 474  | 572  | 661  | 542  |

|  |

### Communauté locale
En 1991, la communauté locale de Luke comptait 675 habitants, répartis de la manière suivante :